# Йота (літера)
Йота (велика Ι, мала ι; грец. Ιώτα МФА: [jɒta]) — дев'ята літера грецької абетки, в системі грецьких чисел, має значення 10.

## Нащадки
- Похідними від «йоти» символами є латинська літера «i», а також старослов'янська кирилична  («і», «і десяткове»), від якої походить і сучасна кирилична «і».